# Boku wa Kuma
Singles de Hikaru Utada
This Is Love
(2006) Flavor of Life
(2007)
Boku wa Kuma (ぼくはくま) est le dix-septième single (physique) d'Hikaru Utada (sous ce nom), sorti en 2006.

## Présentation
Le single sort le 22 novembre 2006 au Japon sur le label EMI Music Japan, neuf mois après le précédent single de la chanteuse, Keep Tryin' (entre-temps est cependant sorti son "single digital" This Is Love en téléchargement). Il atteint la 4e place du classement des ventes de l'Oricon. Il se vend à 39 715 exemplaires la première semaine, et reste classé pendant 22 semaines, pour un total de plus de 147 000 exemplaires vendus.
Le single sort au format CD, ne contenant en fait que la chanson-titre et sa version instrumentale, ainsi qu'au format "CD+DVD" avec une pochette différente et incluant un DVD contenant un clip vidéo de la chanson. Pour la première fois (pour la chanteuse), une édition limitée du single sort aussi, avec une pochette différente et un mini-livre d'images (dessinées par Utada) en supplément du CD.
La chanson-titre est une chanson pour enfant, à propos de l'ours en peluche de la chanteuse (appelé "Kuma Chang"), et a été diffusée de nombreuses fois dans l'émission télévisée pour enfant Minna no Uta d'octobre 2006 à janvier 2007, avec un clip anime créé pour l'occasion et qui figure sur le DVD. Elle figurera sur l'album Heart Station qui sortira un an et demi plus tard, ainsi que sur la compilation Utada Hikaru Single Collection Vol.2 de 2010.

## Liste des titres
Toutes les chansons sont écrites et composées par Hikaru Utada.
| 1. | Boku wa Kuma (ぼくはくま)                                           | Tomita Yuzuru, Hikaru Utada | 2:28 |
| 2. | Boku wa Kuma (Original Karaoke) (ぼくはくま (オリジナル・カラオケ)) | Tomita Yuzuru, Hikaru Utada | 2:24 |

| 1. | Boku wa Kuma (NHK Minna no Uta Yori) (ぼくはくま (NHK「みんなのうた」より)) |  |